# Francis Hopkinson

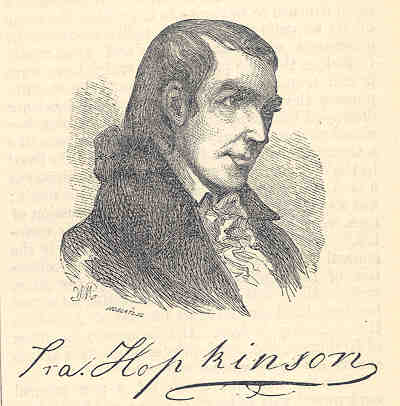
Francis Hopkinson. Bild aus The Cyclopaedia of American Literature (1880).

Francis Hopkinson (* 2. Oktober 1737 in Philadelphia, Province of Pennsylvania, Kolonie des Königreichs Großbritannien, heute USA; † 9. Mai 1791 ebenda) unterzeichnete die Unabhängigkeitserklärung der Vereinigten Staaten und ist damit einer der amerikanischen Gründerväter.

## Leben
Hopkinson studierte am College of Philadelphia und beschloss nach seinem Abschluss im Jahr 1763, sich auf einen juristischen Beruf vorzubereiten. Nachdem er 1765 zur Anwaltschaft zugelassen worden war, verbrachte er zwei Jahre in England. Nach seiner Rückkehr 1768 erhielt er eine einträgliche öffentliche Stellung im Staatsdienst New Jerseys, die er bis zu seiner Teilnahme am Kontinentalkongress 1776–1777 behielt. 1779 wurde er zum Richter im Marineministerium von Pennsylvania und 1790 zum Bundesbezirksrichter desselben Staates berufen. Er war gewähltes Mitglied der American Philosophical Society.
Hopkinson ist der Autor mehrerer Lieder, vieler politischer, Gedichte, antibritischer Streitschriften und Komödien, die wegen ihrer humorvollen Satire eine weite Verbreitung fanden und kraftvoll halfen, den Geist der politischen Unabhängigkeit wach zu rütteln und voranzubringen, der in die amerikanische Unabhängigkeitsbewegung mündete. Er gilt als erster in Amerika geborener Komponist und Verfasser eines überlieferten Liedes.
Seine Hauptwerke sind The Pretty Story (1774), The Prophecy (1776) und The Political Catchism (1777). Von seinen Liedern sollten erwähnt werden: The Treaty, The Battle of the Kegs (1778) und The New Roof, a song for Federal Mechanics. Seine bekanntesten satirischen Stücke sind Typographical Method of conducting a Quarrel, Essay on White Washing und Modern Learning sowie das Pamphlet A letter written by a foreigner on the character of the English nation (1778). Sein Werk Miscellaneous Essays and Occasional Writings wurde 1792 in Philadelphia in drei Bänden herausgebracht.
Einige Historiker sind der Ansicht, dass Hopkinson und nicht Betsy Ross die offizielle „erste Flagge der Vereinigten Staaten“ entwarf.
Er starb 53-jährig an einem Anfall.

## Auszeichnung

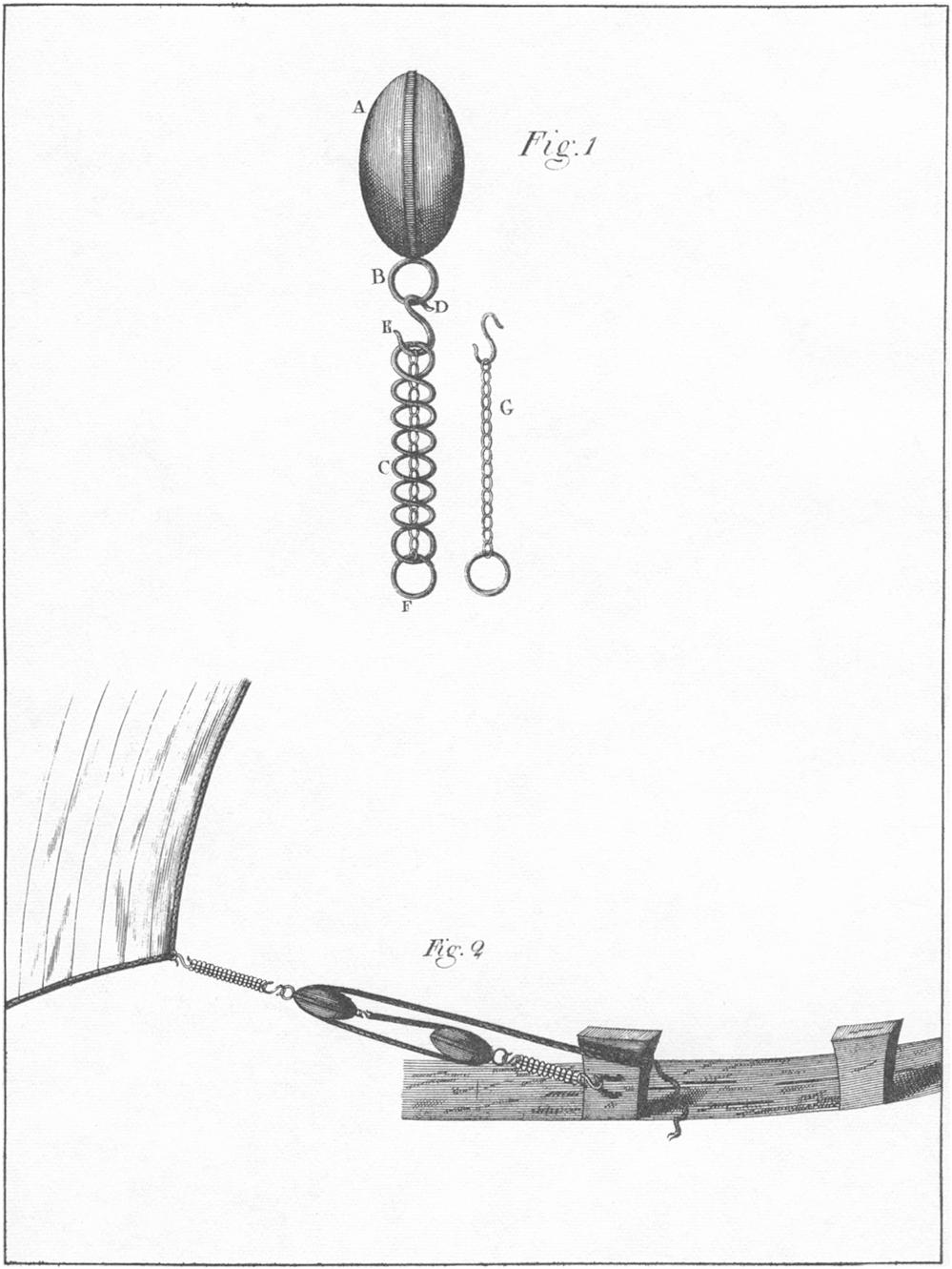
Der 1790 ausgezeichnete Block mit Feder an der Schot eines Segels

- 1790 Magellanic Premium für die Beschreibung eines Blocks mit Feder, um die beim Segeln wirkenden Kräfte bei Böen zu reduzieren (englisch spring-block)[3][4]

## Quelle
- Encyclopædia Britannica von 1881